# St. Barbara (München)

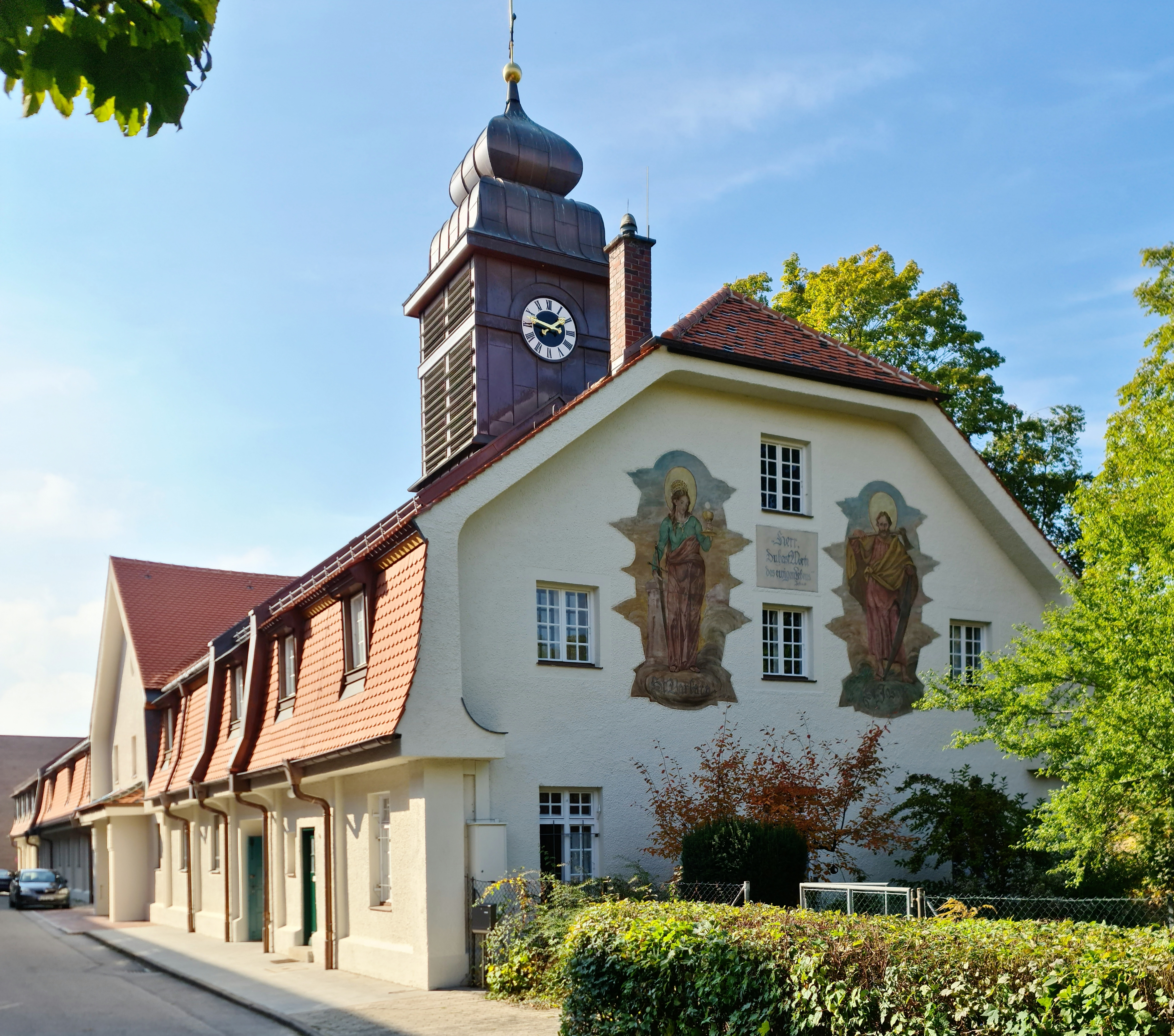
St. Barbara

St. Barbara ist eine katholische Kirche im Stadtbezirk Schwabing-West in München. Sie ging aus einer einfachen Halle hervor, in der zu Beginn des Ersten Weltkriegs Gottesdienste für Soldaten abgehalten wurden, war zeitweise Garnisonkirche und ist heute Filialkirche von St. Benno.

## Geschichte

Innenansicht

Zu Beginn des Ersten Weltkriegs 1914 entstand im Münchener Kasernenviertel wegen der großen Zahl der dort mobilisierten Soldaten Bedarf für einen Gottesdienstraum. Nahe dem Bekleidungsamt des I. bayerischen Armeekorps und dem Barackenkasernement Oberwiesenfeld wurde eine Halle für Gottesdienste gebaut. Nach Kriegsende wurde die Kirche ab 1922 umgebaut und 1923 durch Kardinal Faulhaber geweiht. Sie diente fortan als Garnisonskirche der Reichswehr für München, Trägerin war eine Kirchenstiftung. St. Barbara wurde 1940 enteignet, diente aber weiter als Militärkirche der Wehrmacht.
Nach Ende des Zweiten Weltkriegs wurde das Gotteshaus Filialkirche von St. Benno; von Herbst 1946 bis 1981 war St. Barbara die Kirche der polnischen Katholiken in München. Seit 1950 ist die Kirche wieder Eigentum einer Kirchenstiftung. Bei den Polen handelte es sich vorwiegend um die „Swietokrzyska Narodowych Sil Zbrojnych“ (Świętokrzyska-Brigade der NSZ, auch als Heilig-Kreuz-Brigade bezeichnet), eine Brigade des nationalistischen „Związek Jaszczurczy“ (Eidechesenbund). Diese radikal anti-kommunistische Organisation war nicht mit der polnischen Exil-Regierung in London und deren Streitkräften Heimatarmee verbunden, sondern kämpfte ab 1944 mit bis zu 1100 eigenen Soldaten gegen den kommunistischen polnischen Untergrund und die sowjetischen Streitkräfte. Im Zuge der Besatzung Polens durch Nationalsozialistische Truppen kollaborierte die Heilig-Kreuz-Brigade mit den NS-Besatzern und beging schwere Kriegsverbrechen an der polnischen Zivilbevölkerung und sowjetischen Soldaten. Sie verbündete sich im Mai 1945 mit den heranrückenden US-Truppen und wurde von diesen in die Amerikanische Besatzungszone geholt und im Raum München für Wachaufgaben eingesetzt. In München trafen sie auf General Stanisław Maczek und seine 1 Dywizja Pancerna (1. Panzerdivision) der Heimatarmee. Die bisher nur punktuell übereinstimmenden Truppen mussten zusammenarbeiten und das katholische Bekenntnis und der Antikommunismus verbanden. So stifteten die inzwischen vereinigten polnischen Wachmannschaften in Dachau 1948 die Glocke für St. Barbara. Dazu kamen ehemalige Häftlinge der Konzentrationslager, andere Displaced Persons und Flüchtlinge.
Die Gemeinde engagierte sich insbesondere in der Bildung für Kinder der polnischen Bevölkerung in München und Umgebung. Drei Samstagsschulen und eine Bibliothek hielten die polnische Sprache und Kultur aufrecht. 1974 besuchte Karol Wojtyla, damals Metropolit von Krakau, der spätere Johannes Paul II, die polnische Gemeinde und St. Barbara. Daran erinnert seit 1998 eine Gedenkplatte im Vorraum der Kirche. Die Gottesdienste aus St. Barbara gehörten zum Programm von Radio Free Europe in polnische Sprache.
2014 wurde St. Barbara Mitglied der Nagelkreuzgemeinschaft zur völkerweiten Versöhnung nach dem Zweiten Weltkrieg. Zum 100. Jubiläum der Weihe wurde 2023 schließlich die Uhr am Dachreiter wieder in Betrieb genommen.

## Gebäude

Äußere Innentreppe zur Orgelempore

Kirche, als Saalkirche ausgebildet, ist ein schlichter, langgestreckter, eingeschossiger Bau mit Mansarddach, der seinen Ursprung als einfache Halle noch erkennen lässt. An der mit Fresken von Waldemar Kolmsperger dem Jüngeren geschmückten Giebelseite befindet sich ein kleiner Garten. Der Eingang befindet sich in einem kleinen Pavillon mit Satteldach in der Mitte des Gebäudes. Ein Dachreiter beherbergt die drei Kirchenglocken, welche heute noch per Seilzug geläutet werden. Die heutige Form des Gebäudes geht auf Umbaupläne von Erich Goebel zurück. Die Kirche St. Barbara steht unter Denkmalschutz.
Seit 1987 prägt ein modernes Altargemälde auf Leinwand den Raum. Es stammt von Werner Kroener und trägt den Namen Freisinger Christus.
Von 2019 bis 2021 fanden Renovierungen statt, bei denen das Kirchenportal und besonders der Nebeneingang so umgestaltet wurden, dass von außen sichtbar ist, dass St. Barbara ein Nagelkreuzzentrum ist.

## Orgel

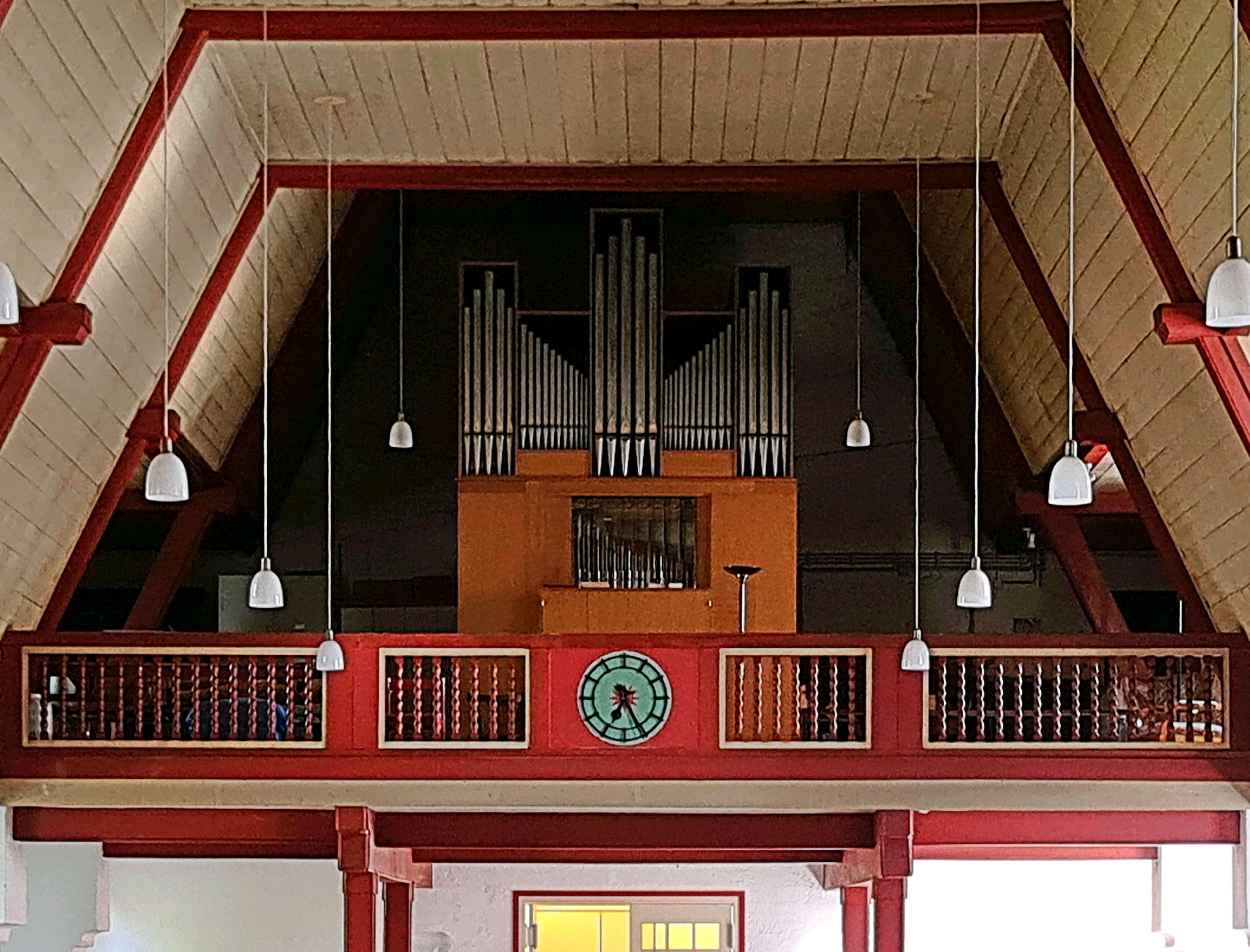
Orgel

Orgelbauer Rudolf Strohmer baute 1978 die Orgel für St. Barbara. Die rein mechanische Orgel hat 15 Register, verteilt auf zwei Manuale und Pedal. Ihre Disposition lautet:
| I Hauptwerk C–g3   |    |
| Prinzipal          | 8′ |
| Violflöte          | 8′ |
| Suavial            | 4′ |
| Hohlflöte          | 2′ |
| Rauschzimbel II–II | 1′ |
| Trompete           | 8′ |

| II Schwellpositiv C–g3 |       |
| Gedeckt                | 8′    |
| Rohrflöte              | 4′    |
| Prinzipal              | 2′    |
| Sifflöte               | 1 ⁄3′ |
| Krummhornregal         | 8′    |
| Tremulant              |       |

| Pedal C–f1    |     |
| Subbass       | 16′ |
| Gedecktpommer | 8′  |
| Nachthorn     | 4′  |
| Bombarde      | 16′ |

- Koppeln: II/I, I/P, II/P

## Lage
Die Kirche liegt auf dem Areal des ehemaligen Militärischen Bekleidungsamtes im Stadtteil Schwabing, an der Infanteriestraße gegenüber der Barbarasiedlung; der eigentliche Kirchenbau liegt etwas zurückgesetzt, von der Straße durch einen kleinen Garten getrennt.

## Gottesdienste
Jeden Sonntag und Feiertag wird heilige Messe gefeiert, monatlich findet an einem Wochentag ein Bibelgespräch mit heiliger Messe statt.